# Lamine Fanne Dabo
Mouhamed Lamine Fanne Dabo (på fula-språket: /laˈmin ˈfɑn.nɛ ˈdɑ.bo/), född 30 januari 2004 i Senegal, är en spansk fotbollsspelare som spelar för Luton Town i Championship.

## Klubblagskarriär

### Tidig karriär
Fanne är född i Senegal men flyttade till Spanien som ettåring. Han inledde sin fotbollskarriär i CE Constància på Mallorca. Fanne gjorde en kort sejour i danska Odense år 2022, men utan att lyckats spela till sig ett kontrakt.

### AIK

#### Säsongen 2023: Kritik och juniorfotboll
Den 30 mars 2023 värvades Fanne till AIK, där han skrev på ett kontrakt fram till och med den 31 december 2027.
 AIK fick kritik från både media och supportrar som riktade sig mot Fanne efter övergången, eftersom han värvades från den spanska femteligan, vilket vissa ansåg inte höll måttet för att kunna spela i klubben, samt att Fanne hade band till agentnätverket Universal, som vid den tiden varit inblandad i kontroverser kopplade till AIK. Även den dåvarande huvudtränaren Andreas Brännström kommenterade värvningen som "inte allsvensk nivå". I vissa rubriker i media kallade journalister honom för "amatörspelare". Till och med i hans före detta klubb CE Constancia menade en lokal reporter att det är en kille som "inte visat något alls". Större delen av kritiken kom att riktas mot den dåvarande vd:n och tf sportchefen Manuel Lindberg, som var den som stod bakom värvningen av Fanne. Lindberg fick ta emot både hat och dödshot kopplade till värvningen och fick sedan tillsammans med chefsscouten Tobias Ackerman försvara värvningen och bemöta all kritik i AIK Plus.
Fanne inledde sin första säsong i AIK med klubbens P19-lag i Juniorallsvenskan och gjorde där 15 framträdanden varav 14 från start.

#### Säsongen 2024: Utveckling och stort genombrott
Fanne inledde säsongen 2024 som reservspelare i truppen, med minimal speltid under försäsongen och inte ett enda framträdande i ligan förrän i maj.
Han gjorde sin allsvenska debut den 5 maj 2024 i en 6–2-vinst över IFK Norrköping på Friends Arena, då han bytes in i den 78:e matchminuten mot Anton Salétros. Han gjorde sin första start för klubben den 27 maj 2024 i en 5–2-vinst över IFK Göteborg. I en 2–1-förlust mot Kalmar FF den 7 juli 2024 gjorde Fanne assist till Ioannis Pittas kvitteringsmål i den 63:e matchminuten. Fanne kom sedan att spela en nyckelroll i AIK:s mittfält tillsammans med Anton Salétros, och efter bytet av huvudtränare till Mikkjal Thomassen rusade laget mot en topp 3-placering i slutet av säsongen.
Fanne gjorde sin sista match för klubben den 10 november 2024 i den sista omgången av Allsvenskan 2024 hemma mot Halmstads BK. AIK vann matchen med 5–1 och Fanne noterade för 3 assist då laget säkrade en Europa-plats tack vare sin 3:e placering i serien. Efter säsongen nominerades Fanne till Årets unga spelare, ett pris som dock gick till Samuel Dahl.
Fanne spelade sammanlagt 21 tävlingsmatcher för AIK, varav 20 av dessa i Allsvenskan och noterade för totalt 4 assister.

### Luton Town
Fanne värvades den 30 augusti 2024 av den engelska klubben Luton Town i Championship. Avtalet med den nya klubben började att gälla den 1 januari 2025 – vilket innebar att Fanne avslutade den allsvenska säsongen 2024 i sin dåvarande klubb AIK.
Han gjorde sin debut för klubben den 6 januari 2025 i en 2–1-förlust mot QPR på Loftus Road. Fanne spelade 85 minuter av matchen innan han byttes mot Cauley Woodrow. I sin andra match för klubben mot Nottingham Forest i FA-cupen åkte Fanne på en mindre fotledsskada som ledde till att han missade lagets tre nästkommande matcher. Matchen mot Forest slutade med en 2–1-förlust och uttåg i cupen för Lutons del.